# Аугустус де Морган
Аугустус де Морган (англ. Augustus De Morgan; 27 червня 1806 — 18 березня 1871) був британським математиком та логіком. Він сформулював закони Де Моргана і ввів термін математичної індукції.

## Біографія

### Дитинство
Аугустус де Морган народився в Мадурай, Мадрас, Індія в 1806 році. Його батько був полковником, який займав різні посади на службі Ост-Індської компанії. Його мати походила від Джеймса Додсона, який обчислював таблиці анти-логарифмів, тобто чисел, які відповідали точним логарифмам. Морган осліп на одне око, через місяць або два після того, як він народився. Сім'я переїхала в Англію, коли Аугустусу було сім місяців. Як його батько та дід, які обидва народилися в Індії, Де Морган говорив, що він не був ні англійцем, ні шотландцем, ні ірландцем, але вважав себе британцем «одинаком», використовуючи технічний термін, який застосовується для студентів із Оксфорда або Кембриджа, хто не перебуває ні в одному з коледжів.
Коли Де Моргану було десять років, його батько помер. Місіс де Морган проживала в різних місцях на південному заході Англії, і її син отримав початкову освіту в різних школах. Його математичні таланти залишалися непоміченими, поки йому не виповнилося чотирнадцять років, коли мати застала Аугустуса під час креслення з циркулем та лінійкою складного малюнку фігури Евкліда. Вона пояснила Аугустусу ціль Евкліда, продемонструвавши її.
Він здобув середню освіту від пана Парсонса, співробітника Oriel College, Oxford, який більше схвалював класику, ніж математику. Його мати була активним і палким членом Англіканської церкви і хотіла, щоб її син став священиком, але до цього часу де Морган почав показувати своє невідповідне розташування щодо християнства.

## Вища освіта
У 1823 році у віці шістнадцяти років, Де Морган увійшов до Триніті-коледжу, Кембридж, де він потрапив під вплив Джорджа Пікока та Вільяма Вевелла, які стали його друзями на все життя; від першого він отримав інтерес до оновлення алгебри, а від останнього зацікавленість у реконструкції логіки — двох суб'єктів свого майбутньою трудового життя. Його наставником із Кембриджу був Джон Філіпс Хігман.
У коледжі він грав на флейті для відпочинку і займав чільне місце в музичних клубах. Його любов до знань щодо музики заважала підготовці до великої математичної гонки. Він мав право отримати ступінь бакалавра мистецтв, але для того, щоб отримати вищий ступінь магістра мистецтв і тим самим отримати право на спілкування у товаристві, було тоді необхідно пройти богословський тест. Під час написання такого тесту де Морган відчував сильне заперечення, хоча він і був вихований в Церкві Англії. 1875 року богословські тести на здобуття вчених ступенів були скасовані в університетах Оксфорда і Кембриджа.

## Лондонський університет
У зв'язку з відсутністю кар'єри у власному університеті він вирішив піти працювати юристом і оселився в Лондоні, але він надавав перевагу викладанню математики, напротивагу викладанню права. Приблизно в цей час сформувався рух за заснування Лондонського університету (нині Університетський коледж Лондона). Два старовинних університети Оксфорда і Кембриджа були так прив'язані до богословських тестів, що жоден єврей або незгодний з віруванням англіканської церкви не міг бути студентом, а тим більше бути призначеним на будь-яку посаду. Група ліберально-налаштованих людей вирішили розв'язати ці труднощі, заснувавши в Лондоні університет за принципом релігійної нейтральності. Де Морган був призначений професором математики. Його вступна лекція «Про вивчення математики» була дискусією на розумове утворення постійного значення, а нещодавно була перевидана в Сполучених Штатах.
Лондонський університет був новою установою і відносини між радою управління, Сенатом, професорами і студентами не були чітко визначені. Виникла суперечка між професором анатомії і його учнями, і в результаті заходів, прийнятих Радою, кілька професорів подали у відставку, на чолі з Де Морганом. Інший професор математики, який був призначений, утримався на посаді декілька років. Де Морган показав себе князем вчителів: він був запрошений, щоб повернутися в своє крісло, яке згодом стало безперервним центром його праць протягом тридцяти років.
Де Морган був одним з найбільш об'ємних і ефективних письменників. Він написав велику роботу по диференціальному й інтегральному численні, яка була опублікована в суспільстві, і він написав одну шосту статей в Penny енциклопедії, виданій Товариством, а також випущених у Penny Cyclopedia. Коли Де Морган приїхав оселитися в Лондоні, він познайомився з Віл'ємом Френдом. Обидва були арифметиками, а їхні релігійні погляди були трохи схожі. Френд жив в тогочасному передмісті Лондона, в заміському будинку, який раніше займали Даніель Дефо і Ісаак Воттс. Де Морган зі своєю флейтою був бажаним гостем.
Де Морган був дуже успішним вчителем математики. У нього був свій план проведення годинної лекцій: в кінці кожної лекції, щоб дати ряд завдань та прикладів ілюструючих тему лекції, його учні мали отримати завдання і принести йому результати, які він продивлявся і повертав переглянутими до наступної лекції. На думку Де Моргана, ретельне осмислення і розумове засвоєння великих принципів набагато важливіші за значущість будь-якого аналітичного на половину зрозумілого принципу у застосуванні в конкретних випадках.

## Родина
Восени 1837 року він одружився з Софією Елізабет, яка була старшою дочкою Вільяма Френда (соціальний реформатор) і його дружини, внучки Френсіса Блекборна.
Де Морган мав трьох синів і чотирьох дочок, у тому числі казкарка Марія де Морган. Його старший син Вільям Де Морган був гончарем. Його другий син Джордж мав велике розходження в області математики Університетського коледжу і Університету Лондона. Він і ще деякі однодумці-випускники мали ідею створення математичного товариства в Лондоні, де математичні роботи не тільки приймалися (як у Королівському товаристві), але насправді читались й обговорювались. Перша зустріч пройшла в університетському коледжі; де Морган був першим президентом, його син першим секретарем. Це стало початком Лондонського математичного товариства.

## Вихід на пенсію та смерть
У 1866 році місце професора на кафедрі філософії в Університетському коледжі залишалося вакантним. Джеймс Мартіно, як унітарний священик і професор філософії, був рекомендований формально сенатом в Раду, але в Раді були ті, хто виступав проти унітарнаного священика, і ті, хто виступав проти теїстичної філософії. Мирянин школи Bain Герберт Спенсер був призначений на це місце. Де Морган вважав, що старий стандарт релігійного нейтралітету був недійсний, і негайно подав у відставку. Тепер він був у віці 60 років. Його учні забезпечили йому пенсію в 500 фунтів стерлінгів на рік, але потім трапилось нещастя. Два роки опісля, його син Георгій — «молодший Бернуллі», як Аугустус любив чути, коли його сина так називали, помер. Після цього удару померла дочка. П'ять років потому, після його відставки з Університетського коледжу де Морган помер 18 березня 1871 року від нервової прострації.

## Цікаві моменти
Де Морган був блискучий і дотепний письменник, незалежно від того, як полеміст або як кореспондент.
У нього було повно різних особливостей та у багатьох випадках дивна поведінка. З нагоди прзначення його друга, лорда Брума, як ректора Едінбурзького університету, сенат запропонував подарувати Де Моргану почесний ступінь професора університету, на що той відмовився, пояснюючи це помилкою сенату. Одного разу він друкував свої назви: Аугустус де Морган H — O - M — O - P — A - U — C - A — R - U — M - L — I - T — E - R — A - R — U - M (лат. «людина з кількох літер»
Він не любив провінцій за межами Лондона і, в той час як його родина відпочивала на морі і діячі науки проводили гарно час на засіданнях Британської асоціації за містом, він залишався в жарких і запилених бібліотеках столиці. Де Морган казав, що він відчував себе, як Сократ, який заявляв, що, чим далі він був від Афін, тим далі він був від щастя. Він ніколи не прагнув стати членом Королівського товариства і він ніколи не був присутній на засіданні Товариства; він казав, що у нього не було нічого спільного, або навіть симпатії до справжніх філософів. Його ставлення було, можливо, пов'язано з його фізичною неміччю, яка заважала йому бути або спостерігачем, або експериментатором. Він ніколи не голосував на виборах і він ніколи не бував у Палаті громад, або в Лондонському Тауері, або Вестмінстерському абатстві.

## Математика
Де Морган продовжує давати інвентаризації фундаментальних символів алгебри, а також перелік законів алгебри. Тільки ці символи та літери є основними 0, 1, +, -, ×, ÷, () (), а всі інші є похідними. Його інвентаризації основних законів виражаються у чотирнадцяти пунктах, але деякі з них є просто визначеннями. Закони належності можна звести до наступних, які, як він зізнається, не всі незалежні один від одного:
1. Закон знаків. + + = +, + − = −, − + = −, − − = +, × × = ×, × ÷ = ÷, ÷ × = ÷, ÷ ÷ = ×.
2. Комутативний закон. a+b = b+a, ab=ba.
3. Дистрибутивний(розподільний закон). a(b+c) = ab+ac.
4. Індексний закон. ab×ac=ab+c, (ab)c=abc, (ab)d= ad×bd.
5. a−a=0, a÷a=1.

Два останніх закони можна назвати законами скорочення. Де Морган сподівається дати повний перелік законів, які повинні коритися символам алгебри, бо він говорить: «Будь-яка система символів, яка підкоряється цим законам, а не іншим, крім того випадку, коли вона не буде сформована шляхом поєднання цих законів, і яка використовує попередні символи і ніякі інші, крім того випадку, що вони будуть винайдені як нові символи в абревіатурі поєднання цих символів, є алгеброю символів». З його точки зору, жоден з вище перелічених принципів не є правилом, вони є формальними законами. Він не згадує закон, який вже був зазначений Григорієм, а саме: {\displaystyle (a+b)+c=a+(b+c),(ab)c=a(bc)} , і який згодом отримав назву асоціативний закон. Якщо комутативний закон не працює, асоціативний закон може бути використаний, але не навпаки. Це біда для символіста або формаліста, що в універсальних арифметичних виразах {\displaystyle m^{n}} не дорівнює {\displaystyle n^{m}}; , бо тоді комутативний закон мав би повну перевагу. Чому не надати йому повної переваги? Тому що основи алгебри, врешті-решт, реальні, не формальні, матеріал не символічний. Для формалістів індекс операції надзвичайно вогнетривкий, внаслідок чого деякі не враховують їх, але відносять їх до прикладної математики. Щоб дати перелік законів, яким повинні коритися символи алгебри, необхідно виконати нездійсненні завдання.
Аугустус Де Морган першим помітив, що в класичній логіці справедливі наступні відношення:
not (P and Q) = (not P) or (not Q): not (P or Q) = (not P) and (not Q)
Звичайний запис цих законів у формальній логіці:
{\displaystyle \neg (P\wedge Q)=(\neg P)\vee (\neg Q),}
{\displaystyle \neg (P\vee Q)=(\neg P)\wedge (\neg Q),}
або
{\displaystyle {\overline {x\wedge y}}={\overline {x}}\vee {\overline {y}}}
{\displaystyle {\overline {x\vee y}}={\overline {x}}\wedge {\overline {y}}}
в теорії множин:
{\displaystyle (A\cap B)^{C}=A^{C}\cup B^{C},}
{\displaystyle (A\cup B)^{C}=A^{C}\cap B^{C}.}
або: Якщо існує операція логічного множення двох чи більше елементів, операція «та» — (A&B), то для того, щоб знайти зворотне від всього твердження ~(A&B), необхідно знайти зворотне від кожного елемента та об'єднати їх операції логічним складенням, операцією «або» — (~A+~B).
Закон працює аналогічно у зворотному напрямі:
~(A+B) = (~A&~B)

## Вшанування пам'яті
Штаб-квартира Лондонського математичного товариства носить назву «Будинок Де Моргана» (англ. De Morgan House), а головною нагородою, яку присуджує Товариство, є медаль де Моргана.
Cтудентське товариство Математичного факультету Університетського коледжу в Лондоні називають «Товариством Аугустуса де Моргана (англ. Augustus De Morgan Society).
Кратер Морган на Місяці названий на його честь.

## Вибрані твори
- 1836. Пояснення гномонічної проєкції сфери [Архівовано 11 жовтня 2013 у Wayback Machine.]. London: Baldwin.
- 1837. Елементи тригонометрії і тригонометричних аналізу [Архівовано 11 жовтня 2013 у Wayback Machine.]. London: Taylor & Walton.
- 1837. Елементи алгебри [Архівовано 11 жовтня 2013 у Wayback Machine.]. London: Taylor & Walton.
- 1838. Есе про ймовірностях [Архівовано 11 жовтня 2013 у Wayback Machine.]. London: Longman, Orme, Brown, Green & Longmans.
- 1840. Елементи арифметики [Архівовано 11 жовтня 2013 у Wayback Machine.]. London: Taylor & Walton.
- 1840. Перші уявлення про логіку, підготовче до вивчення геометрії. [Архівовано 11 жовтня 2013 у Wayback Machine.] London: Taylor & Walton.
- 1842. Диференціальне й інтегральне числення [Архівовано 11 жовтня 2013 у Wayback Machine.]. London: Baldwin.
- 1845. The Globes, Celestial and Terrestrial [Архівовано 11 жовтня 2013 у Wayback Machine.]. London: Malby & Co.
- 1847. Формальна логіка або числення виведення [Архівовано 14 листопада 2012 у Wayback Machine.]. London: Taylor & Walton.
- 1849. Тригонометрія і подвійний Алгебра [Архівовано 19 серпня 2014 у Wayback Machine.]. London: Taylor, Walton & Malbery.
- 1860. Конспект Пропонована система логіки [Архівовано 11 жовтня 2013 у Wayback Machine.]. London: Walton & Malbery.
- 1872. A Budget of Paradoxes [Архівовано 24 вересня 2009 у Wayback Machine.]. London: Longmans, Green.[6]